# Narrows Head
Narrows Head är ett berg i Kanada.   Det ligger i provinsen Newfoundland och Labrador, i den östra delen av landet, 1 400 km öster om huvudstaden Ottawa. Toppen på Narrows Head är 468 meter över havet.
Terrängen runt Narrows Head är kuperad. Trakten runt Narrows Head är nära nog obefolkad, med mindre än två invånare per kvadratkilometer.. Närmaste större samhälle är Norris Point, 18,6 km nordost om Narrows Head. 
Trakten runt Narrows Head består i huvudsak av gräsmarker.